# أندرو في. مكلاغلن
أندرو في. مكلاغلن (بالإنجليزية: Andrew V. McLaglen)‏ (و. 1920 – 2014 م) هو منتج أفلام، ومخرج أفلام، وممثل من المملكة المتحدة، والمملكة المتحدة لبريطانيا العظمى وأيرلندا، ولد في لندن، توفي في فرايدي هاربور، عن عمر يناهز 94 عاماً.

## وصلات خارجية
- أندرو في. مكلاغلن على موقع IMDb (الإنجليزية)
- أندرو في. مكلاغلن على موقع ألو سيني (الفرنسية)
- أندرو في. مكلاغلن على موقع تيرنر كلاسيك موفيز (الإنجليزية)
- أندرو في. مكلاغلن على موقع أول موفي (الإنجليزية)
- أندرو في. مكلاغلن على موقع قاعدة بيانات الأفلام السويدية (السويدية)
- أندرو في. مكلاغلن على موقع إن إن دي بي (الإنجليزية)
- أندرو في. مكلاغلن على موقع قاعدة بيانات الفيلم (الإنجليزية)
- أندرو في. مكلاغلن على موقع كينوبويسك (الروسية)